# Castelo de Kincardine

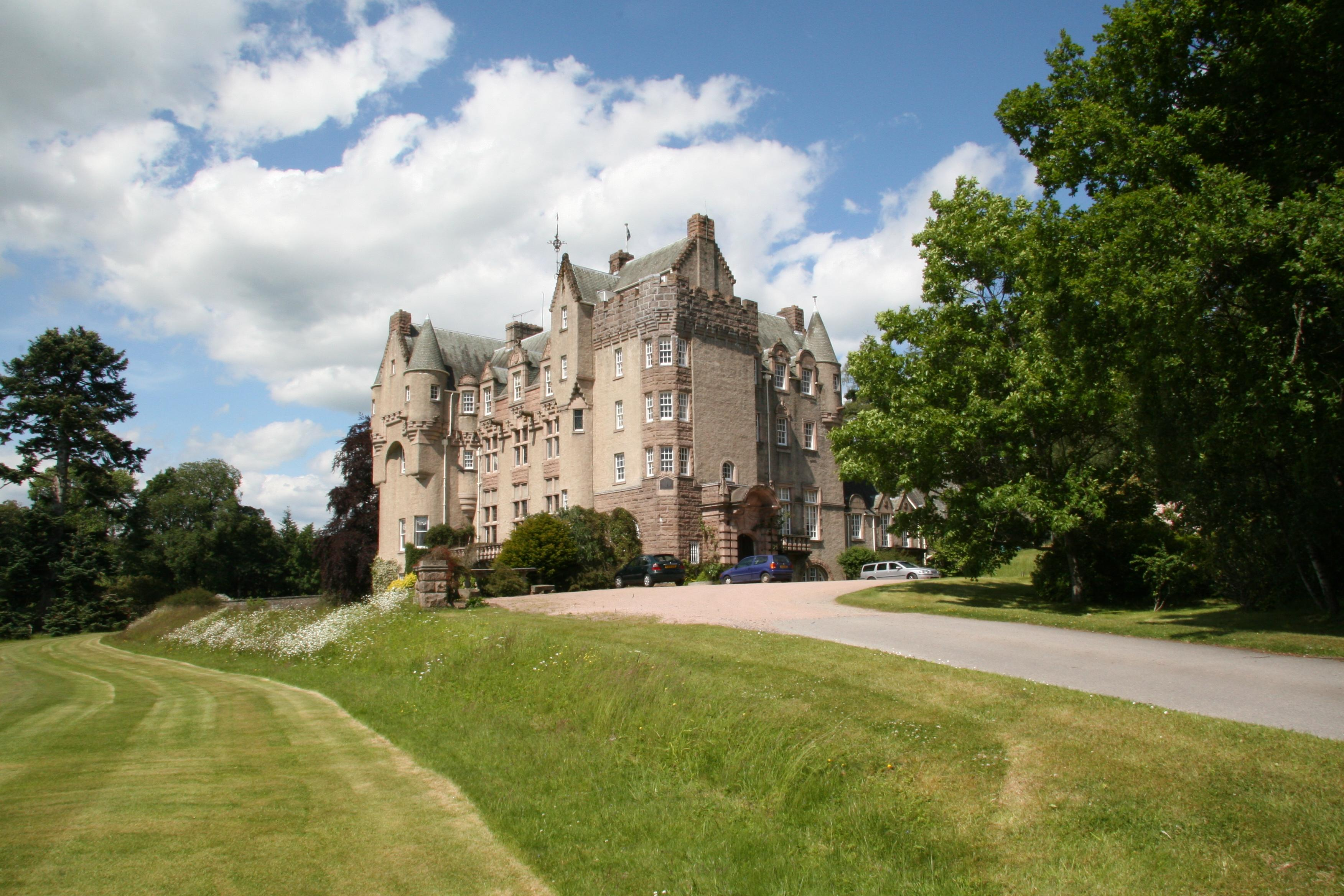
Castelo de KIncardine

O Castelo de Kincardine é uma mansão do século XIX perto de Auchterarder em Perth e Kinross, na Escócia. O edifício fica a 1.5 km (0.93 mi) a sudoeste da cidade, em Águas de Ruthven. A casa gótica foi construída por volta de 1801-1803 e é um edifício listado de categoria B.
Os restos de uma menagem do século XIV, também chamada deCastelo Kincardine, estão localizados nas proximidades (56° 16′ 46″ N, 3° 42′ 06″ O). A torre de menagem em ruínas foi demolida em 1645. Pouco resta actualmente para além das suas fundações rectangulares.